# Hyperphara clusia
Hyperphara clusia là một loài bướm đêm thuộc phân họ Arctiinae, họ Erebidae.